# Hampstead Norris Castle

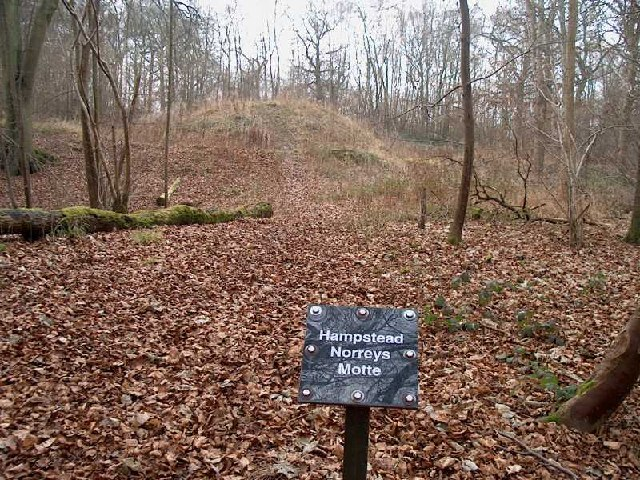
Der Mound von Hampstead Norris Castle

Hampstead Norris Castle ist eine abgegangene Burg im Dorf Hampstead Norreys in der englischen Grafschaft Berkshire.

## Geschichte
Hampstead Norris Castle war eine normannische Motte über dem Dorf Hampstead Norreys. Der Mound ist 25 Meter breit und 4,2 Meter hoch. Er besteht aus Kreide. Die Kontur des Gipfels des Mounds lässt darauf schließen, dass einst ein hölzerner Turm oder ein anderes Verteidigungsbauwerk darauf stand. Ursprünglich hielt man die Anlage für ein altes Hügelgrab, bis spätere Untersuchungen zeigten, dass es sich um ein normannisches Bauwerk handelte. Der örtliche Geschichtsforscher David Ford meint, dass die Burg nach der normannischen Eroberung Englands für Theoderich den Goldschmied gebaut wurde.
Heute ist die Burgstelle von lichtem Wald umgeben und gilt als Scheduled Monument.